# Neue Zürcher Zeitung
La Neue Zürcher Zeitung o NZZ è un quotidiano svizzero fondato nel 1780 a Zurigo e ivi edito.
Nel 1998 fu costituito il gruppo NZZ, un'azienda mediale a cui fanno capo tra l'altro una casa editrice (NZZ Libro), programmi televisivi (NZZ Format), trasmissioni radiofoniche, il sito internet del giornale e riviste.
La sede della NZZ si trova dal 1892 in Falkenstrasse.

## Storia

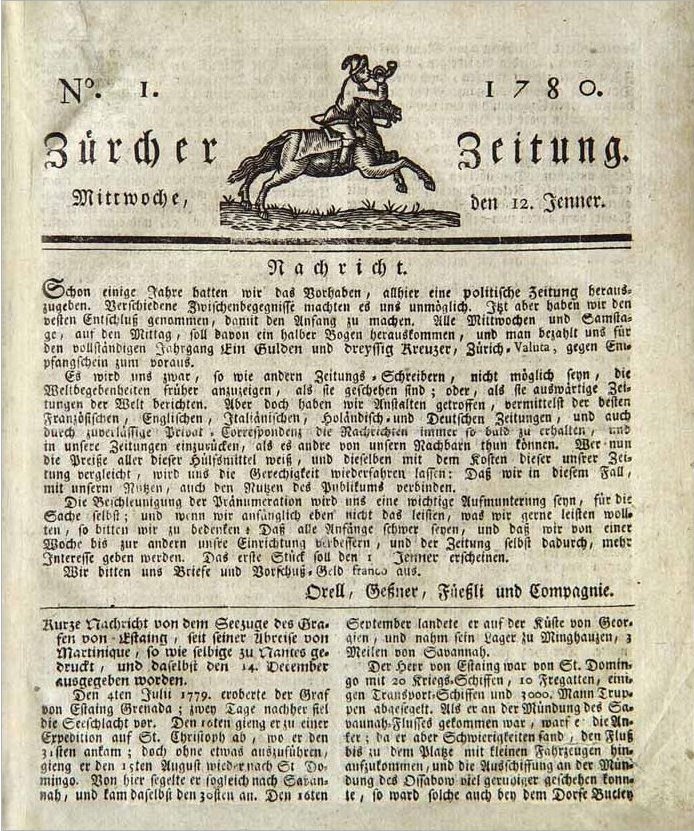
Frontespizio del primo numero del 12 gennaio 1780

Salomon Gessner pubblica il primo numero del giornale il 12 gennaio 1780 con il nome Zürcher Zeitung; dal 1821 appare come Neue Zürcher Zeitung. A partire dal 1868 è pubblicata da una società anonima. Nessuno dei 1400 azionisti, d'orientamento politico liberale, possiede più dell'un percento del capitale azionario.
La NZZ, accanto alla Wiener Zeitung del 1703, alla Hildesheimer Allgemeine Zeitung del 1705 e alle Bremer Nachrichten del 1743, è uno dei giornali più antichi di lingua tedesca tuttora pubblicati.
Attualmente la NZZ vende circa 160'000 copie al giorno, di cui 146'729 certificate dall'agenzia svizzera di ricerca e studio dei media WEMF. La sua «edizione internazionale» viene letta anche in Germania. È stimato giornale di qualità: alla sua fama contribuiscono oltre alla parte economica soprattutto gli ampi e fondati articoli relativi all'estero che si devono a una fitta rete di corrispondenti. Di ottima reputazione gode inoltre l'inserto culturale che riserva ampio spazio ad articoli sul mondo delle arti.
A livello politico la NZZ è vicina al Partito Liberale Radicale svizzero; rappresenta una posizione liberale borghese. Da sempre il presidente del PLR ha un seggio nel consiglio d'amministrazione della NZZ. Al giornale viene spesso rimproverato la sua vicinanza al PLR in questioni di politica interna. In ambito giornalistico la NZZ è soprannominata anche "vecchia zia", a causa dello stile per molti aspetti conservatore.
La NZZ adopera un'autonoma versione della nuova ortografia tedesca: scrive per esempio "placieren" al posto di "platzieren".
Il quotidiano esce nell'usuale formato dei giornali svizzeri, che in Germania di solito viene chiamato «formato NZZ». La NZZ stessa ha adottato questa denominazione per designare il programma televisivo settimanale d'attualità da lei prodotto, per l'appunto, con l'omonimo titolo NZZ Format. Alla versione cartacea del giornale viene allegata ogni primo lunedì del mese il supplemento monotematico NZZ Folio. Analogamente a quanto accade per i principali quotidiani svizzeri, anche nel caso della NZZ i supplementi sono letti da molte più persone che non il giornale stesso. Così i lettori del giornale sono 308'000 contro i ben 647'000 lettori del NZZ Folio (WEMF, Mach-Basic 2007-1).

## Articolazione del giornale

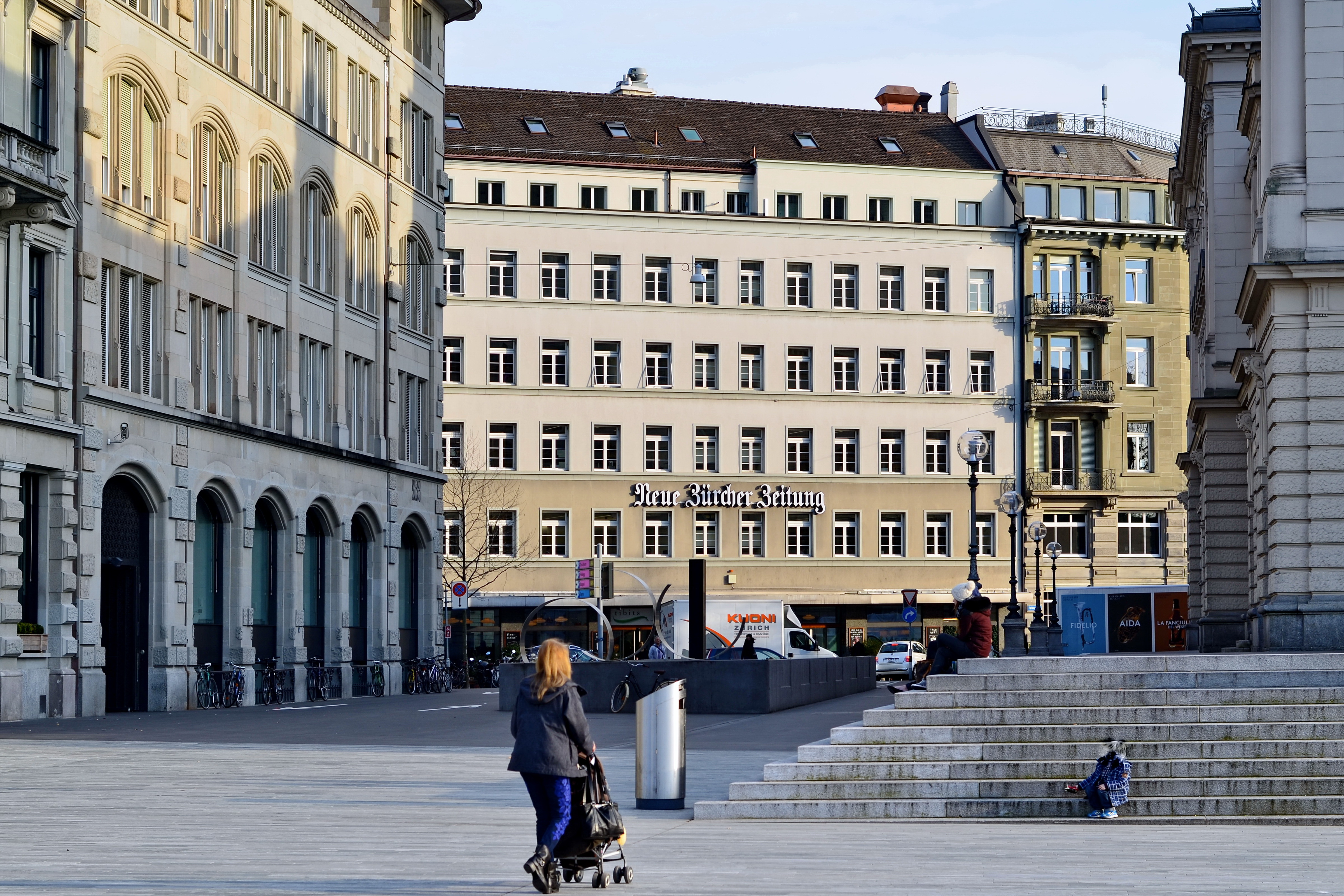
Sede del quotidiano a Zurigo

La NZZ è suddivisa in sei fascicoli. Il primo fascicolo riguarda gli esteri, il secondo la Svizzera e il terzo l'economia. La quarta sezione è interamente dedicata a borsa e finanze. Seguono poi l'inserto culturale ed infine la cronaca di Zurigo e regione.
Vi sono inoltre vari inserti settimanali dedicati, ad esempio, a mobilità e elettronica (il martedì), scienza e tecnologia (il mercoledì), turismo (il giovedì), media e informatica (il venerdì).
A intervalli più lunghi escono gli inserti relativi a politologia e a architettura interna ed esterna. Il sabato il giornale contiene un ricco supplemento di letteratura e arte che viene completato, con alternanza bisettimanale, rispettivamente da questioni d'attualità e da reportage illustrati. Poiché la portata della NZZ si estende a tutta l'area germanofona, la rubrica "Esteri" approfondisce spesso eventi importanti avvenuti in Germania, Austria e Liechtenstein.
Fino al 6 gennaio 1869 la NZZ usciva una, poi due e dal 3 gennaio 1894 persino tre volte al giorno. Il 29 settembre 1969 si è ritornati a due edizioni giornaliere e il 30 settembre 1974 a una sola. Dal 2002 la domenica esce la «NZZ am Sonntag».

## Direzione
- direttore responsabile: Markus Spillmann
- presidente del consiglio di amministrazione: Conrad Meyer

## Altri prodotti del gruppo NZZ
Il nome NZZ è usato non solo per designare il giornale, ma anche per tanti altri prodotti. I più importanti sono:
- NZZ Online, sito internet con notizie continuamente attualizzate
- NZZ am Sonntag, edizione domenicale
- NZZ Folio, rivista mensile
- NZZ Fokus, dossier tematico
- NZZ Format, programmi televisivi
- NZZ Libro, casa editrice
- NZZexecutive.ch, portale di annunci d'impiego per quadri e specialisti
- NZZdomizil.ch, piattaforma immobiliare

Il gruppo NZZ detiene inoltre partecipazioni (fino al 100%) di giornali regionali e di riviste, tra cui:
- St. Galler Tagblatt, giornale regionale della Svizzera orientale
- Neue Luzerner Zeitung, giornale regionale della Svizzera centrale
- Tagblatt der Stadt Zürich, settimanale gratuito e foglio ufficiale della città di Zurigo
- Smash, rivista svizzera di tennis
- Drive, rivista svizzera di golf

Il gruppo NZZ è inoltre titolare di un'emittente televisiva e di alcune stazioni radio:
- Tele Ostschweiz, emittente televisiva locale della Svizzera orientale
- Radio FM1, stazione radiofonica privata della Svizzera orientale
- BE 1, stazione radiofonica regionale di Berna